# Hypercompe robusta
Hypercompe robusta är en fjärilsart som beskrevs av Paul Dognin 1889. Hypercompe robusta ingår i släktet Hypercompe och familjen björnspinnare. Inga underarter finns listade i Catalogue of Life.